# Погром в Триполи 1945 года
Погром в Триполи 1945 года — один из крупнейших еврейских погромов в Северной Африке Нового времени. В период с 5 по 7 ноября 1945 г. более 140 евреев были убиты и многие ранены. Погром стал поворотной точкой в истории евреев Ливии, стимулировав их массовый выезд в Израиль, вскоре после чего еврейская община в этой стране прекратила существование.

## Предыстория
В конце 1930-х гг., после переориентации фашистской Италии на союз с Германией, итальянский режим в Ливии начал принимать расистские антисемитские законы. В результате этих законов евреи были уволены с официальных должностей, некоторые были уволены из государственных школ, в их документах был поставлен штамп «еврейская раса». Несмотря на эти репрессии, в 1941 г. около 25 % населения Триполи составляли евреи, в городе было 44 синагоги. В 1942 г. немецкие войска, сражавшиеся в Африке против британских войск, оккупировали еврейский квартал г. Бенгази, разграбили магазины и депортировали более 2000 евреев через пустыню в трудовые лагеря, где около 1/5 из них погибли.

## Погром
Вслед за освобождением Северной Африки от немцев начались случаи насилия со стороны местных жителей. В период 5-7 ноября 1945 г. более 140 евреев (в том числе 36 детей) были убиты, и сотни были ранены в ходе погрома в Триполи. Погромщики разграбили почти все синагоги города и разрушили пять из них в Триполи и 4 в провинциальных городах, вместе с более чем 1000 домов и магазинов. В результате около 4000 евреев остались без крыши над головой, около 2400 были полностью разорены.

## Последствия
Несмотря на освобождение Ливии от фашистского итальянского режима и от влияния нацистской Германии, нападения на местных евреев продолжились. Ситуация ухудшилась после Войны за независимость Израиля 1948 года. В июне 1948 г. состоялся новый погром, в ходе которого было убито 12 евреев и уничтожено 280 домов. В этот раз, однако, еврейская община оказалась готовой к самообороне, и атака погромщиков была отбита.
В период 1948—1951 г., особенно после официального разрешения эмиграции в 1949 г., 30972 евреев Ливии переехали в Израиль. В течение следующих 15 лет оставшиеся евреи подвергались многочисленным ограничениям; в частности, ограничивалось их право на въезд и выезд из Ливии, их статус в стране и право собственности.
Новые погромы последовали после Шестидневной войны, в результате которых 18 евреев было убито и многие ранены. После этого оставшиеся евреи Ливии, число которых составило около 7000, были почти в полном составе эвакуированы в Италию, бросив своё имущество и дома. Последняя еврейка Ливии, пожилая женщина, получила разрешение на выезд в Италию в 2003 г. после многочисленных попыток со стороны живущего там её сына.